# Lysiteles transversus
Lysiteles transversus là một loài nhện trong họ Thomisidae.
Loài này thuộc chi Lysiteles. Lysiteles transversus được miêu tả năm 2008 bởi Guo Tang et al..